# 西置賜行政組合
西置賜行政組合（にしおきたまぎょうせいくみあい）は、山形県の長井市・白鷹町・飯豊町・小国町の1市3町で構成する一部事務組合（消防組合）。
1987年（昭和62年）7月1日付けで、旧・西置賜伝染病院組合、旧・長井市外三町共立養護老人ホーム組合及び旧・西置賜広域消防事務組合の一部事務組合を解散し、統合された一部事務組合として設立したものである。

## 本部所在地
- 郵便番号：993-0042
- 住所：山形県長井市平山4460

## 沿革
- 1972年（昭和47年）4月 - 1市3町（長井市、小国町、白鷹町、飯豊町）で西置賜広域消防事務組合設立 職員数59名（長井市継続職員32名、新規採用職員27名）装備はポンプ車2台、救急車1台、指令車1台、広報車1台、その他消防資機材は無償譲渡により業務開始  条例定数98名
- 1972年（昭和47年）8月 - 消防署白鷹分署を開設
- 1973年（昭和48年）12月 - 消防署飯豊分署を開設
- 1974年（昭和49年）11月 - 消防署小国分署を開設
- 1982年（昭和57年）6月 - 消防本部、消防署庁舎を移転する。
- 1987年（昭和62年）6月30日 - 西置賜広域消防事務組合解散
- 1987年（昭和62年）7月1日 - 西置賜行政組合設立　旧・西置賜伝染病院組合、旧・長井市外三町共立養護老人ホーム組合及び旧・西置賜広域消防事務組合の一部事務組合を解散し、統合された一部事務組合として設立する。
- 1991年（平成3年）11月 - 消防署に化学消防車を配備
- 1994年（平成6年）5月 - 消防署に救助工作車を配備
- 1996年（平成8年）3月 - 消防署に高規格救急車を配備　救急業務高度化運用開始
- 1999年（平成11年）6月 - 西置賜防災センター・西置賜行政組合消防庁舎 完成・移転
- 2004年（平成16年）10月 - 緊急消防援助隊が新潟県中越地震に出動する。
- 2008年（平成20年）6月 - 緊急消防援助隊が岩手・宮城内陸地震に出動する。
- 2008年（平成20年）11月 - 消防署小国分署を移転する。（旧横川ダム事務所）
- 2011年（平成23年）3月 - 緊急消防援助隊が東日本大震災に出動する。
- 2012年（平成24年）9月 - 総務省消防庁より燃料補給車の貸与を受ける。
- 2013年（平成25年）3月 - 総務省消防庁より資機材搬送車の貸与を受ける。
- 2014年（平成26年）2月 - 消防救急デジタル無線システムの運用を開始。
- 2017年（平成29年）3月 - 消防署白鷹分署及び飯豊分署新庁舎の移転・仮運用を開始する。
- 2017年（平成29年）4月 - 消防署白鷹分署及び飯豊分署新庁舎の本運用を開始する。
- 2021年（令和3年）4月 - 消防本部の機構を2課2室制にする。（総務課、予防課、通信指令室、地域防災室）

## 組合管理・議会
- 管理者（長井市長）
- 副管理者（白鷹町長、飯豊町長、小国町長）
- 監査委員（2名）
- 会計管理者（長井市会計管理者）
- 議長
- 副議長
- 議員（定数13名：長井市4名、白鷹・飯豊・小国町各3名）

## 組織
- 事務局
  - 庶務係
  - 財政係
- 養護老人ホーム　おいたま荘
- 消防本部
  - 総務課
    - 庶務係
    - 管理係
    - 経理係
    - 警防係

  - 予防課
    - 予防係
    - 査察係
    - 危険物係
    - 設備係

  - 通信指令室
    - 通信係

  - 地域防災室
    - 業務係　

  - 西置賜防災センター
  - 消防署
    - 消防第一課
    - 消防第二課
    - 白鷹分署
    - 飯豊分署
    - 小国分署

## 主力機械
2021年4月1日現在
- 水槽付消防ポンプ自動車：5（非常用1台含む）
- 化学消防自動車：1
- 高規格救急自動車：6（非常用1台含む）
- 救助工作車：1
- 指揮車：1
- 防災車：1
- 燃料補給車：1（総務省消防庁貸与車両）
- 資機材搬送車：2（総務省消防庁貸与車両1台含む）
- 人員搬送車：1
- 査察広報車：4
- 防火広報車：1
- 指揮広報車：1
- 資機材搬送車兼査察広報車：1

## 消防署
| 消防署               | 住所           | 分署                                                                                                   |
| -------------------- | -------------- | --- |
| 西置賜行政組合消防署 | 長井市平山4460 | 白鷹：西置賜郡白鷹町大字荒砥甲833 飯豊：西置賜郡飯豊町大字椿2800-1 小国：西置賜郡小国町大字岩井沢523-1 |